# Benoît Minisini
Benoît Minisini (Parigi, 1972) è un informatico francese a cui si deve la nascita del linguaggio di programmazione Gambas, disponibile per piattaforme Linux.

## Biografia
Inizia lo studio del linguaggio BASIC sul suo primo computer, un CPC Amstrad 464. Dopo un po' di tempo si appassiona alla scrittura di linguaggi, compilatori, assemblatori ed interpreti e sviluppa per questo computer un assemblatore Z80 ed un linguaggio interpretato.
Il suo secondo acquisto è un Atari 520 STE, su cui continua lo studio del BASIC e della programmazione.
Iscritto all'E.P.I.T.A. (Ecole pour l'Informatique et les Tecniquees Avancées), un istituto scolastico con indirizzo informatico, scopre il mondo Windows ed il compilatore Microsoft C, e realizza per Windows 3.1 un interprete LISP.
Successivamente inizia a programmare con il Visual Basic, di cui apprezza la facilità di costruzione delle interfacce grafiche. Decide di sviluppare un proprio linguaggio open source riprendendo questa particolarità del Visual Basic ma utilizzando una struttura del linguaggio molto più orientata agli oggetti. Battezza il suo linguaggio Gambas e ne rilascia la prima versione nel 2002.
Grazie a Gambas ha un lavoro come programmatore part-time, così che gli resta un po' di tempo libero per dedicarsi ai suoi hobby, non solo a Gambas: musica (suona il flauto) e recitazione.
Attualmente continua lo sviluppo di Gambas e ne coordina il gruppo di lavoro internazionale.

## Fonti
La vita di Benoît Minisini in sintesi